# 櫻井さとみ
櫻井 さとみ（さくらい さとみ、1992年2月21日 - ）は、日本の子役、モデルである。
NEWSエンターテインメント所属。身長159cm、体重46kg。

## 人物
浦和レッドダイヤモンズの大ファンである。
尊敬する人物としてJohny Deppをあげている。

## 主な出演

### 映画
- ハチミツドロップス（2009年）- 生徒 役

### 連続ドラマ出演
- 放課後探偵クラブ　(2007年、ディズニーチャンネル)- 少女 役

### ラジオ
- SONY（2009年1月-）

### CM
- ANA旅割（2005年）
- みずほ銀行（2006年）
- 城南予備校（2007年-）

### スチール
- 東京個別指導学院（2005年-）
- 城南予備校（2007年-）

### VP
- CANON70周年史（2006年）

### 舞台
- 星屑になる（2002年）- 川内美智子 役
- 銀河鉄道（2002年）- カムパネルラ役